# Ismael Hamdaoui
Pour les articles homonymes, voir Hamdaoui.
Ismael Hamdaoui surnommé Issy Hitman, né le 27 septembre 1988 à Amsterdam, est un joueur international néerlandais de futsal.

## Biographie
Ismael Hamdaoui naît à Amsterdam de parents marocains originaires de Ouarzazate. Il intègre La Masia, le centre de formation du FC Barcelone, et apparait dans la publicité de Nike “Recuerda mi nombre” (“Souvenez-vous de mon nom”) en 2005 avec Lionel Messi. En 2009, il fait ses débuts professionnels au ZVV Hilversum en Eredivisie. Le Néerlando-Marocain se démarque de ses gestes techniques lors des matchs de championnat ainsi qu'en sélection. Ses prestations lui ont valu le surnom 'Isy Hitman'.
Le 17 octobre 2010, il fait ses débuts avec la sélection néerlandaise lors d'un match amical face au Paraguay (défaite, 1-5). Lors de ses débuts, il évolue sous numéro 10 avec les Oranges.
En 2020, après avoir passé deux saisons au FC Marlene, il rejoint l'ASV Lebo.